# Тремушњак
Тремушњак је насељено место у саставу града Петриње, у Банији, Република Хрватска.

## Географија
Налази се близу Јабуковца.

## Историја
За вријеме Другог свјетског рата, хрватске усташе су у љето 1941. спалиле мјесну православну цркву. Прво су из цркве изнијели све црквене књиге, одежде и друге црквене предмете, које су спалили, а након тога су спалили и саму цркву.
Тремушњак се од распада Југославије до августа 1995. године налазио у Републици Српској Крајини.

## Култура
На сеоском гробљу се налази храм Српске православне цркве посвећен Светим апостолима Петру и Павлу.

## Становништво
На попису становништва 2011. године, Тремушњак је имао 47 становника.
| Националност       | 1991. | 1981. | 1971. | 1961. |
| Срби               | 201   | 252   | 289   | 344   |
| Југословени        | 1     | 1     |       | 2     |
| Хрвати             | 1     |       |       |       |
| остали и непознато | 1     | 4     |       |       |
| Укупно             | 204   | 257   | 289   | 346   |

## Попис 1991.
На попису становништва 1991. године, насељено место Тремушњак је имало 204 становника, следећег националног састава:
| Попис 1991.‍ | Попис 1991.‍ | Попис 1991.‍ | Попис 1991.‍ | Попис 1991.‍ |
| ----------- | ----------- | ----------- | ----------- | ----------- |
|             |             |             |             |             |
| Срби        | Срби        |             | 201         | 98,52%      |
| Југословени | Југословени |             | 1           | 0,49%       |
| Македонци   | Македонци   |             | 1           | 0,49%       |
| Хрвати      | Хрвати      |             | 1           | 0,49%       |
| укупно: 204 |             |             |             |             |

## Презимена
| - Кљајић — Православци - Кривокућа — Православци - Маровац — Православци - Пустиња — Православци | - Радосовић — Православци - Тишма — Православци - Томић — Православци - Џаић — Православци - Крњаић — Православци |

## Знамените личности
- Петар Пустиња (Тремушњак, 1892 — Банатско Карађорђево, 1962), добровољац у Војсци Краљевине Србије током Првог свјетског рата, учесник борби на Солунском фронту и Кајмакчелану, први досељеник у новоосновано Банатско Карађорђево[4]
- Павле Тишма (Тремушњак, 1900 — Земун, 1966), професор и директор Земунске гимназије
- Филип Кљајић (Тремушњак, 1913 — Зворник, 1943), народни херој Југославије